# 華萊士鎮區 (阿肯色州利特爾里弗縣)
華萊士鎮區（英語：Wallace Township）是位於美國阿肯色州利特爾里弗縣的一個行政鎮區。

## 地方資料
華萊士鎮區的面積為58.38平方千米，當中陸地面積為58.38平方千米，而水域面積為0.00平方千米。根據2010年美國人口普查的數據，當地共有人口492人，而人口密度為每平方千米8.43人。